# Agía Paraskeví (ort i Grekland, Thessalien, Trikala, lat 39,66, long 21,62)
Agía Paraskeví är en ort i Grekland.   Den ligger i prefekturen Trikala och regionen Thessalien, i den centrala delen av landet, 260 km nordväst om huvudstaden Aten. Agía Paraskeví ligger 192 meter över havet och antalet invånare är 145.
Terrängen runt Agía Paraskeví är varierad. Runt Agía Paraskeví är det ganska glesbefolkat, med 42 invånare per kvadratkilometer. Närmaste större samhälle är Trikala, 17,2 km sydost om Agía Paraskeví. Trakten runt Agía Paraskeví består till största delen av jordbruksmark.